# Агентство информации и внешней безопасности (Италия)
Агентство информации и внешней безопасности (итал. Agenzia Informazioni e Sicurezza Esterna, AISE) — итальянская спецслужба, часть итальянского разведывательного сообщества (так называемой Системы информации для безопасности республики), в задачи которой входит ведение разведки за пределами страны, а также контроль за экспортом высоких технологий и продукции двойного назначения.

## История
AISE было создано в ходе реформы разведслужб Италии 2007 года. В соответствии с Законом № 124 от 3 августа 2007 года, была ликвидирована Служба военной информации и безопасности (итал. Servizio per le Informazioni e la Sicurezza Militare, SISMI), функции внешней разведки были возложены на AISE, подотчётное министерству обороны и министерству иностранных дел Италии.

## Задачи
Основными задачами AISE, в соответствии со ст. 6 Закона 124/2007, является сбор и обработка информации в целях защиты независимости, территориальной целостности и безопасности Италии от внешних угроз, в том числе связанных с осуществлением международных соглашений.
AISE также ведёт борьбу с незаконным распространением ядерных материалов и технологий и других стратегических материалов, осуществляет информационную деятельность за пределами национальной территории в целях для защиты политических, военных, экономических, научных и промышленных интересов Италии, а также выявление и пресечение за пределами национальной территории шпионской деятельности против Италии и других действий, направленных во вред её национальным интересам.

## Территориальная юрисдикция
AISE может осуществлять деятельность за пределами национальной территории Италии, понимаемой как её территория, воздушное или морское пространство, а также в итальянских посольствах за рубежом.
Согласно Закону 124/2007, AISE не имеет права проводить операции на территории Италии, кроме случаев, когда это абсолютно необходимо для осуществления его деятельности. В этом случае, согласно Закону 124/2007, операции AISE осуществляются на территории страны только в координации с AISI, под контролем генерального директора Департамента информации и безопасности.

## Организационная структура
Согласно пункту 5 статьи 6 Закона 124/2007 AISE возглавляет директор, который подчиняется премьер-министру Италии, который, в свою очередь, отвечает за общее руководство и несёт ответственность за политику безопасности в целом. AISE постоянно взаимодействует с Министерством обороны, Министерством иностранных дел и Министерством внутренних дел по вопросам их компетенции.
Директор AISE назначается и освобождается от должности указом премьер-министра, который осуществляет это назначение после консультаций с CISR — Межведомственным комитетом по безопасности республики. Срок полномочий директора AISE — четыре года, и может быть продлен ещё на один срок. Директор AISE имеет трёх заместителей, назначаемых на должность и освобождаемых от должности премьер-министром после консультаций с директором. Другие кадровые назначения Директор AISE осуществляет самостоятельно.

## Директора
- Адмирал Бруно Бранчифорте (4 августа 2007 — 24 февраля 2010 года), бывший директор SISMI[2];
- Генерал Адриано Сантини (25 февраля 2010 — 20 февраля 2014 года)
- Паоло Скарпис (20 февраля 2014 — 19 апреля 2014 года[3])
- Альберто Маненти (19 апреля 2014 — 22 ноября 2018 года)
- Лучано Карта — 22 ноября 2018 года — настоящее время.

## Взаимодействие с другими спецслужбами
Закон 124/2007 устанавливает, что Отдел информации и безопасности Генерального штаба (RIS) Министерства обороны, который осуществляет деятельность в сфере безопасности итальянских вооруженных сил за рубежом, работает в тесном контакте с AISE в вопросах, касающихся в целом разведки и, отчасти — контрразведки.